# 国鉄タム1900形貨車
国鉄タム1900形貨車（こくてつタム1900がたかしゃ）は、かつて日本国有鉄道（国鉄）およびその前身である運輸省に在籍した私有貨車（タンク車）である。

## 概要
本形式は、カセイソーダ液専用の15t 積タンク車として1947年（昭和22年）頃から1948年（昭和23年）3月11日にかけて6両（タム1900 - タム1905）が製造された。1948年（昭和23年）3月11日にタ2100形（タ2100,タ2101→タム1906,タム1907）2両（全車）の専用種別変更が行われ（希硝酸→カセイソーダ液）本形式に編入された。同時にタ2100形は形式消滅となった。種車となったタ2100形は1937年（昭和12年）5月29日から同年6月10日にかけてタム400形として製作され、1943年（昭和18年）3月9日に専用種別変更（濃硫酸→希硝酸）が行われたことによりタ2100形（タム1447,タム1450→タ2100,タ2101）となった車両である。
本形式の他にカセイソーダ液を専用種別とする貨車はタム900形（130両）、タキ1400形（104両）、タキ2600形（522両）、タキ2800形（332両）、タキ7750形（289両）等実に29形式が存在した。
所有者は興国人絹パルプ、日東化学工業の2社であり、鹿児島本線の八代駅、八戸線（貨物支線）の湊駅をそれぞれの常備駅として運用された。
塗色は、黒であり、全長は6,240mm、軸距は3,900mm、実容積は12.1m3、自重は8.1t - 8.9t、換算両数は積車2.6、空車1.0、車軸は12t長軸であった。
1968年（昭和43年）9月30日に最後まで在籍した6両（タム1900 - タム1905）が廃車となり同時に形式消滅となった。